# Gladys Knight

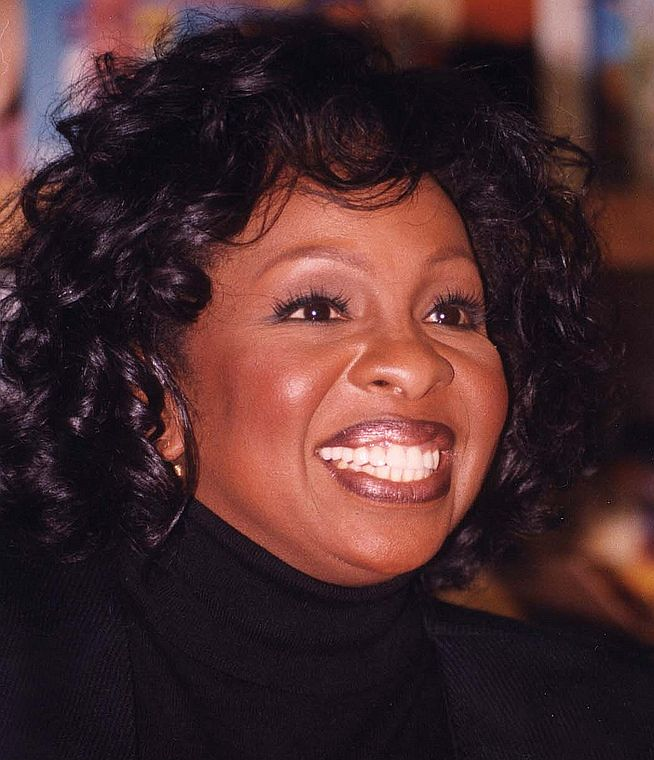
Gladys Knight (1997)

Gladys Maria Knight (* 28. Mai 1944 in Atlanta, Georgia) ist eine US-amerikanische Soul-Sängerin und Schauspielerin, die seit den 1950er Jahren auf der Bühne steht und über mehrere Jahrzehnte zu den führenden Sängerinnen ihres Genres gehörte und mehrfach mit dem Grammy ausgezeichnet wurde. Mit ihrer Begleitband hatte sie als Gladys Knight & the Pips von 1961 bis zur Auflösung 1989 viele große Hits. Das Musikmagazin Rolling Stone würdigte Knights Stimme auf Platz 51 der größten Sänger aller Zeiten. In ihrer seit 1978 andauernden Solokarriere hat sie neben Soulaufnahmen auch mehrere Alben in den Genres R&B, Gospel und Jazz veröffentlicht.

## Karriere

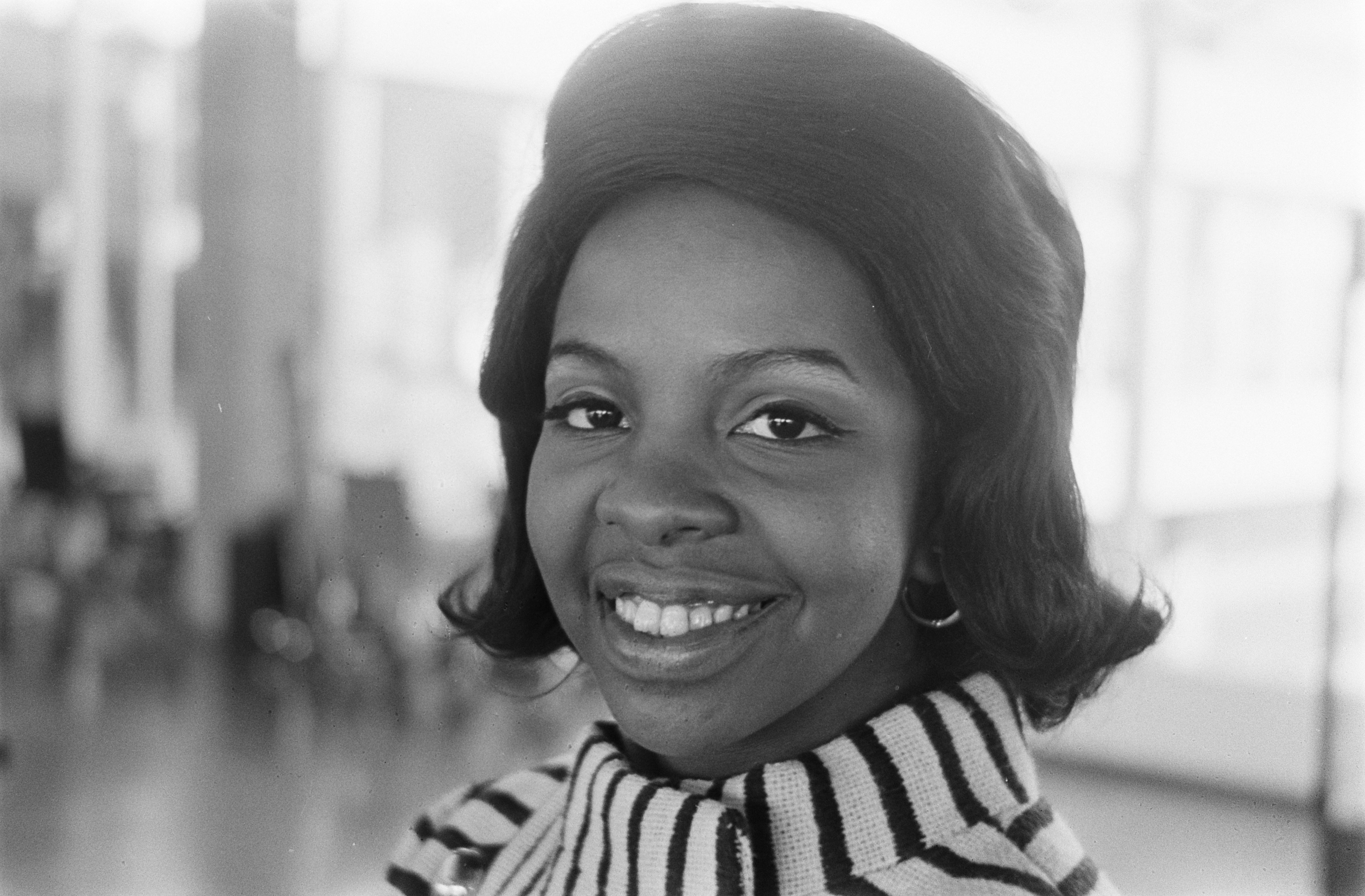
Gladys Knight (1969)

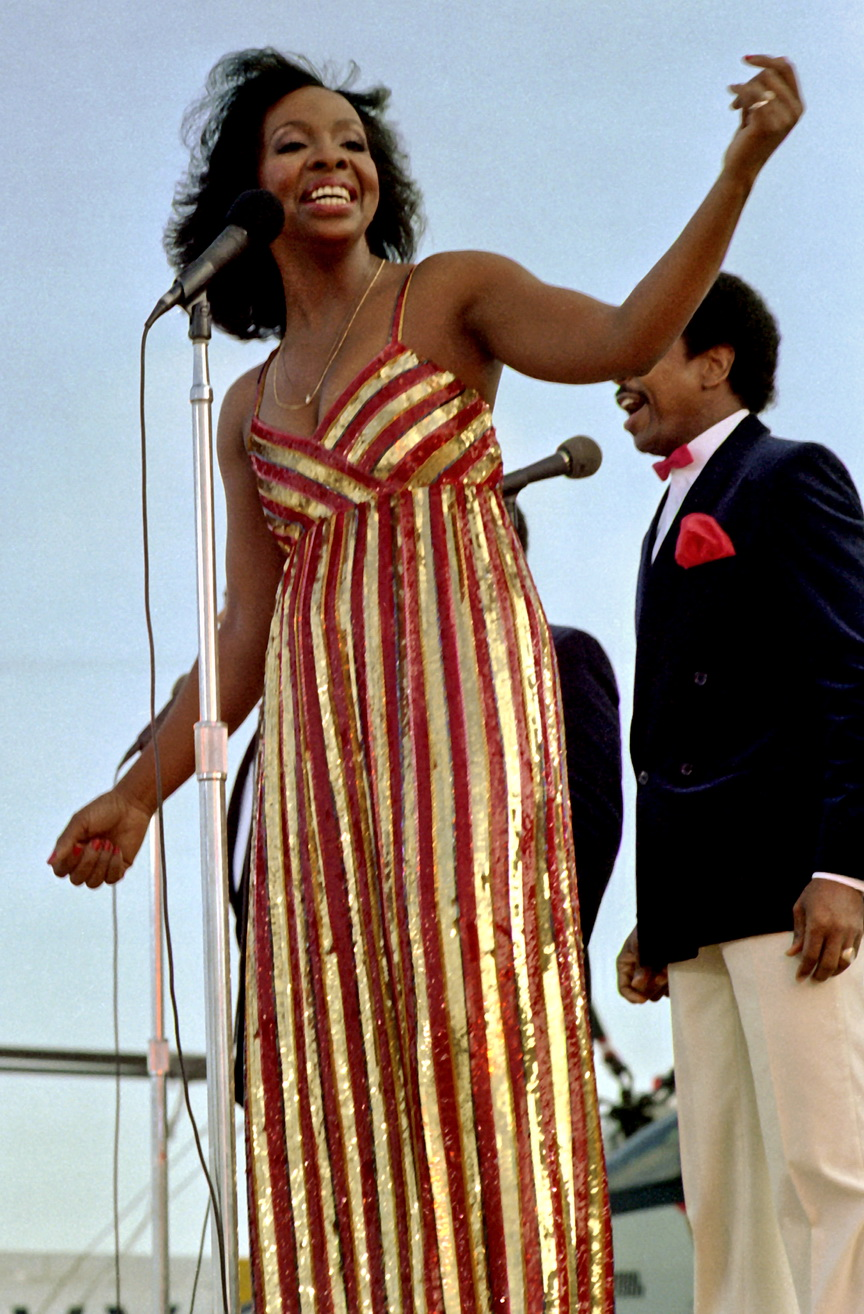
Knight bei einem Auftritt auf der Ranger im November 1981

Schon mit vier Jahren sang Knight im Kirchenchor, und bereits mit acht Jahren gründete sie ihre Band The Pips, die für einige Jahre in Gladys Knight & the Pips umbenannt wurde, nachdem sich die ebenso stimmgewaltige wie charismatische Sängerin als Mittelpunkt des Ensembles herauskristallisiert hatte. Erste Hits hatte die Gruppe ab 1961. In der zweiten Hälfte der 1960er Jahre standen Gladys Knight & the Pips für einige Jahre bei Motown unter Vertrag. Insgesamt gelangen der Band bis Ende der 1980er Jahre gut 40 Hits in den US-Charts; darunter der Nummer-eins-Hit und Klassiker des Souls, Midnight Train to Georgia (1973). 1989 lösten sich Gladys Knight & the Pips offiziell auf.
Der Solo-Einstand gelang Knight auf Anhieb mit einem Superhit, der allerdings auch gleichzeitig ihr letzter war: Licence to Kill, der Titelsong zum James-Bond-Film Lizenz zum Töten erreichte 1989 Platz drei in Deutschland und Platz sechs in Großbritannien, war allerdings in den USA kein großer Erfolg. Es war das erste und einzige Mal, dass sich Knight mit einer Single in Deutschland platzieren konnte.
Ihr 1991 erschienenes Album Good Woman mit ihrem größten R&B-Hit als Solistin, Men, war nicht ihr erstes Soloalbum. Bereits 1978 und 1979 veröffentlichte sie ohne großen Erfolg zwei Alben bei Buddha und Columbia Records, da vertragliche Schwierigkeiten verhinderten, dass sie in jenen Jahren mit den Pips auftreten konnte. Ihr grammynominiertes Album Just for You von 1994 enthält eine bekannte Live-Coverversion des Boyz-II-Men-Hits End of the Road.
Das größte Publikum ihrer Karriere hatte Knight, als sie 1996 bei der Eröffnungsfeier der Olympischen Spiele in Atlanta den Song Georgia on My Mind sang. Ebenfalls 1996 wurde Gladys Knight mit ihrer Band in die Rock and Roll Hall of Fame aufgenommen. Im selben Jahr sang sie zusammen mit Chaka Khan und den jüngeren Kolleginnen Tamia und Brandy den Song Missing You für den Soundtrack zum Film Set It Off und platzierte sich zum ersten Mal seit fast zehn Jahren wieder in den amerikanischen Pop-Charts. 1997 sang sie im Weißen Haus vor Präsident Clinton, das Konzert wurde im Fernsehen übertragen. 1998 veröffentlichte Knight das Album Many Different Roads mit spirituell angehauchten Soul- und Gospelsongs.
Ihre CD At Last aus dem Jahr 2001 wurde mit einem Grammy Award als beste traditionelle R&B-Platte ausgezeichnet. Ihr Duett mit Ray Charles Heaven Help Us All erhielt 2004 den Grammy als bestes Gospellied. Etwa gleichzeitig brachte Knight ihre zweite Gospel-CD One Voice mit dem von ihr 2002 in Las Vegas gegründeten Gospelchor Saints Unified Voices heraus. One Voice erreichte Platz 2 in den US-Gospel-Charts und wurde 2005 mit einem Grammy für den besten Gospelchor oder Choralbum belohnt. Der nichtkommerzielle Chor besteht vollständig aus Mitgliedern der Kirche Jesu Christi der Heiligen der Letzten Tage, der Knight seit 1997 angehört. Von 1997 bis 2006 hatte Knight eine Show im Hotel Flamingo Las Vegas. Nach dem Ende des Vertrags mit dem Casino machte Knight zwei kleine Tourneen durch England (2006) und Südafrika (2007).
2006 erschien mit Before Me eine Hommage an ihre Vorbilder Ella Fitzgerald, Billie Holiday und andere Jazz-Größen sowie A Christmas Celebration mit den Saints Unified Voices. 2009 sang sie unter Ausschluss der Öffentlichkeit auf der Beerdigung von Michael Jackson. Von dessen Bruder Tito Jackson wurde sie auf ihrer England-Tournee Midnight Train to Love im Oktober desselben Jahres begleitet.
2019 sang sie die Nationalhymne der USA beim Super Bowl LIII in ihrer Heimatstadt Atlanta. 2023 wurde ihr die National Medal of Arts für das Jahr 2021 verliehen.

### Schauspiel und Moderation

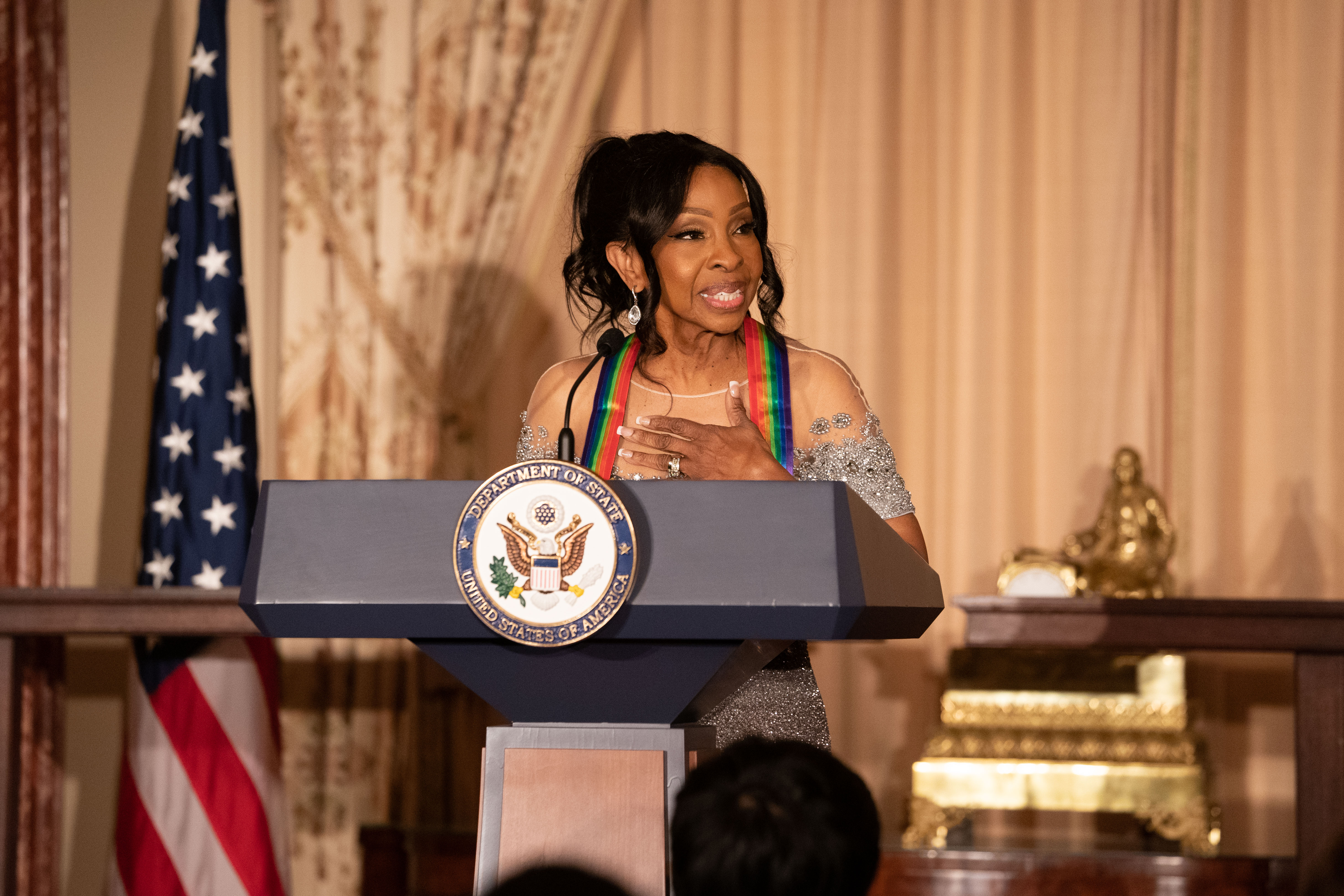
Gladys Knight bei der Verleihung des Kennedy-Preises (2022)

Gladys Knight versuchte sich auch mehrfach als Schauspielerin. 1976 gab sie ihr Filmdebüt in dem Drama Alaskaträume. Außerdem war sie beispielsweise in den Filmen 20 Bucks und Hollywood Cops sowie in den Fernsehserien Charlie and Company und New York Undercover zu sehen. 2003 moderierte sie die Talentshow American Juniors, nachdem sie bei American Idol als Gast-Jurymitglied tätig gewesen war. Im Februar 2019 erreichte sie im Finale der ersten Staffel des US-amerikanischen Ablegers von The Masked Singer als Bee den dritten Platz.

### Privatleben
Gladys Knight war von 1999 bis 2017 Miteigentümerin und Betreiberin des Restaurants Gladys Knight’s Chicken & Waffles in Atlanta, dessen Spezialität frittierte Hähnchenstücke mit süßen Waffeln waren.
Sie war viermal verheiratet und hat drei Kinder – zwei aus der ersten und eins aus der zweiten Ehe. Sie ist laut der IMDB außerdem 16-fache Großmutter sowie sechsfache Urgroßmutter. Sie ist die Tante der im Jahre 2001 durch einen Flugzeugabsturz ums Leben gekommenen Sängerin Aaliyah.

## Diskografie
Studioalben

| Jahr | Titel                   | Höchstplatzierung, Gesamtwochen, AuszeichnungChartplatzierungen (Jahr, Titel, Platzierungen, Wochen, Auszeichnungen, Anmerkungen) | Höchstplatzierung, Gesamtwochen, AuszeichnungChartplatzierungen (Jahr, Titel, Platzierungen, Wochen, Auszeichnungen, Anmerkungen) | Höchstplatzierung, Gesamtwochen, AuszeichnungChartplatzierungen (Jahr, Titel, Platzierungen, Wochen, Auszeichnungen, Anmerkungen) | Anmerkungen |
| Jahr | Titel                   | UK | US | R&B | Anmerkungen |
| ---- | ----------------------- | --- | --- | --- | --- |
| 1978 | Miss Gladys Knight      | — | — | R&B57 (5 Wo.)R&B | Erstveröffentlichung: November 1978 Produzenten: Gary Klein, Tony Macaulay                                                                                                   |
| 1979 | Gladys Knight           | — | — | R&B71 (3 Wo.)R&B | Erstveröffentlichung: März 1979 Produzenten: Gladys Knight, Jack Gold |
| 1991 | Good Woman              | — | US45 (15 Wo.)US | R&B1 (41 Wo.)R&B | Erstveröffentlichung: Juli 1991 Produzenten: Attala Zane Giles, Howie Rice, Michael J. Powell, James „D. C.“ Wilson, III                                                     |
| 1994 | Just for You            | — | US53 Gold · (24 Wo.)US | R&B6 (55 Wo.)R&B | Erstveröffentlichung: September 1994 Produzenten: Jimmy Jam, Terry Lewis, Babyface, BeBe Winans, Rhett Lawrence, Attala Zane Giles, George Duke, Gladys Knight               |
| 2001 | At Last                 | — | US98 (5 Wo.)US | R&B30 (13 Wo.)R&B | Erstveröffentlichung: 21. November 2000 Produzenten: Gladys Knight, Gary Brown, Randall Darnell Jackson, Bradley Spalter, Jon-John, Anthony Crawford, Keith Thomas, Tom Dowd |
| 2005 | One Voice               | — | — | R&B95 (1 Wo.)R&B | Erstveröffentlichung: 4. Januar 2005 mit The Saints Unified Voices Produzenten: Gladys Knight, Kenny Jackson                                                                 |
| 2006 | Before Me               | — | US93 (5 Wo.)US | R&B18 (11 Wo.)R&B | Erstveröffentlichung: 10. Oktober 2006 Produzenten: Phil Ramone, Tommy LiPuma                                                                                                |
| 2006 | A Christmas Celebration | — | US155 (4 Wo.)US | R&B59 (6 Wo.)R&B | Erstveröffentlichung: 3. Oktober 2006 mit The Saints Unified Voices Produzent: Gladys Knight                                                                                 |
| 2014 | Where My Heart Belongs  | — | — | R&B34 (2 Wo.)R&B | Erstveröffentlichung: 29. Juli 2014 Produzent: Gladys Knight |

Weitere Alben
- 1979: First Shot
- 1998: Many Different Roads